# Podospermum lachnostegium
Podospermum lachnostegium là một loài thực vật có hoa trong họ Cúc. Loài này được Woronow miêu tả khoa học đầu tiên năm 1933.